# Don Eddy
Don Eddy, né le 4 novembre 1944 à Long Beach (Californie), est un peintre, lithographe et photographe américain. 

## Biographie
Diplômé des beaux-arts de l'université d'Hawaï à Honolulu, il s'affirme dans les années 1970 comme l'un des pionniers du photoréalisme au sein de l'hyperréalisme. Photographe de formation, c'est un artiste californien qui a une vie isolée. 
Il utilise des techniques photographiques et picturales particulières : le procédé de la mise au point universelle (Universal Focus). Dans ses peintures, la perception de la profondeur est affirmée, il travaille à partir de plusieurs photos (une quarantaine) avec des mises au points et des angles différents de la même vue. Finalement rien n'est dans le flou. Pour réaliser cet exploit qui demande un énorme travail, le peintre utilise l'aérographe et recompose l'image photographique au moyen de milliers de points de couleur donnant un équivalent pointilliste et pictural aux pixels de l'image. 
Converti au Bouddhisme, Don Eddy est attentif à tout être, à toutes choses, tous les détails lui sont donc importants. Il qualifie même sa peinture de bouddhiste. Il fait le rapport entre ce que nous savons, ce que nous croyons voir, ce qu'il y a entre la surface de la toile et l'illusionisme de la toile, ce sont là, lui semble-t-il les vrais problèmes. 
Pour lui le fait de tout dire dans l'art, se rapporte au classicisme.
Dès 1970, il commence une série consacrée aux automobiles (Bumper Section) et se concentre particulièrement sur les effets de brillance de la carrosserie et des chromes dont il isole des fragments dans des plans resserrés.
Il élargit ensuite cette recherche dans une série consacrée aux devantures et aux vitrines de magasins dont les effets de transparence pousse la réflexion (dans tous les sens du terme) à s'interroger aux rapports entre intérieur/extérieur, réel/irréel. Cette fascination pour les reflets trouve son accomplissement dans une spectaculaire série de verres transparents et incolores (Silverware) qui évolue vers des galeries d'objets à la brillante polychromie.
En 1989, la NASA lui commande des tableaux des quatre saisons.
Dans les années 1990, la juxtaposition d'images hyperréalistes crée des chocs de signification et abolissent la pesanteur de l'image.
Mais le plus souvent, il peint des paysages et des natures-mortes formant des diptyques et des triptyques en forme de portails ayant de mystérieuses connotations spirituelles ou métaphysiques et dégageant une impression de monumentalité solennelle.

## Œuvres
- 1971 : Wrecking Yard 1, collection privée.
- 1972 : Silver Shoes, collection privée.
- 1972-1973 : Peaches, Tomatoes and Watermelons, au Rhode Island School of Design Museum of Art, à Providence (Rhode Island).
- 1973-1974 : New Shoes for H, au Cleveland Museum of Art, à Cleveland (Ohio).
- 1993 : Aqueous Lumina, collection privée.
- 1995 : Krishna's Gate, collection privée.

## Expositions permanentes
Ses œuvres sont exposées dans la plupart des grands musées d'art des États-Unis comme le Musée Solomon R. Guggenheim ou le Museum of Modern Art (MOMA) de New York.